# Girabola 2021/22
Der Girabola 2021/22 war die 44. Saison der höchsten angolanischen Spielklasse im Fußball. Es nahmen 16 Mannschaften teil, die je zwei Mal gegeneinander antraten. Die Saison begann am 1. Oktober 2021 und endete am 29. Mai 2022.
Meister wurde Atlético Petróleos de Luanda, die sich den Titel zum 16. Mal und erstmals seit 2009 sicherten.

## Teilnehmer und ihre Spielstätten
|  | Mannschaften                          | Stadt    | Stadion                         |
|  | ------------------------------------- | -------- | ------------------------------- |
|  | Académica Petróleos Clube do Lobito   | Lobito   | Estádio do Buraco               |
|  | Atlético Petróleos de Luanda          | Luanda   | Estádio 11 de Novembro          |
|  | CD Primeiro de Agosto                 | Luanda   | Estádio França Ndalu            |
|  | Clube Desportivo da Huíla             | Lubango  | Estádio do Ferroviário da Huíla |
|  | Clube Desportivo da Lunda Sul         | Saurimo  | Estádio das Mangueiras          |
|  | Clube Recreativo da Caála             | Huambo   | Estádio Mártires da Canhala     |
|  | Clube Recreativo Desportivo do Libolo | Calulo   | Estádio Municipal de Calulo     |
|  | Cuando Cubango FC                     | Menongue | Estádio dos Eucaliptos          |
|  | Futebol Clube Onze Bravos do Maquis   | Luena    | Estádio Mundunduleno            |
|  | GD Interclube                         | Luanda   | Estádio 22 de Junho             |
|  | Grupo Desportivo Sagrada Esperança    | Dundo    | Estádio Sagrada Esperança       |
|  | Kabuscorp FC do Palanca               | Luanda   | Estádio Nacional dos Coqueiros  |
|  | Progresso Associação do Sambizanga    | Luanda   | Estádio Cidade Universitária    |
|  | Sporting Clube de Benguela            | Benguela | Estádio do Arregaça             |
|  | Sporting Clube Petróleos de Cabinda   | Cabinda  | Estádio Municipal do Tafe       |
|  | Wiliete Sport Clube de Benguela       | Benguela | Estádio Nacional de Ombaka      |

## Tabelle
| Pl.             | Verein                                 | Sp. | S  | U  | N  | Tore    | Diff. | Punkte |
| --------------- | -------------------------------------- | --- | -- | -- | -- | ------- | ----- | ------ |
| 1.              | Atlético Petróleos de Luanda           | 30  | 23 | 6  | 1  | 074:170 | +57   | 75     |
| 2.              | CD Primeiro de Agosto                  | 30  | 18 | 7  | 5  | 055:210 | +34   | 61     |
| 3.              | Grupo Desportivo Sagrada Esperança (M) | 30  | 18 | 6  | 6  | 049:220 | +27   | 60     |
| 4.              | GD Interclube                          | 30  | 14 | 8  | 8  | 041:280 | +13   | 50     |
| 5.              | Futebol Clube Onze Bravos do Maquis    | 30  | 12 | 10 | 8  | 035:310 | +4    | 46     |
| 6.              | Clube Desportivo da Huíla              | 30  | 12 | 9  | 9  | 040:340 | +6    | 45     |
| 7.              | Clube Recreativo da Caála              | 30  | 11 | 9  | 10 | 030:190 | +11   | 42     |
| 8.              | Académica Petróleos Clube do Lobito    | 30  | 10 | 10 | 10 | 038:320 | +6    | 40     |
| 9.              | Clube Recreativo Desportivo do Libolo  | 30  | 9  | 10 | 11 | 028:310 | −3    | 37     |
| 10.             | Cuando Cubango FC                      | 30  | 9  | 9  | 12 | 022:330 | −11   | 36     |
| 11.             | Wiliete Sport Clube de Benguela        | 30  | 7  | 13 | 10 | 038:400 | −2    | 34     |
| 12.             | Sporting Clube Petróleos de Cabinda    | 30  | 8  | 9  | 13 | 020:370 | −17   | 33     |
| 13.             | Clube Desportivo da Lunda Sul (N)      | 30  | 6  | 14 | 10 | 024:300 | −6    | 32     |
| 14.             | Kabuscorp FC do Palanca A (N)          | 30  | 6  | 11 | 13 | 031:400 | −9    | 20     |
| 15.             | Progresso Associação do Sambizanga     | 30  | 4  | 7  | 19 | 022:610 | −39   | 19     |
| 16.             | Sporting Clube de Benguela (N)         | 30  | 1  | 6  | 23 | 015:860 | −71   | 09     |
| Stand: Endstand |                                        |     |    |    |    |         |       |        |

| (M) | amtierender angolanischer Meister |
| (N) | Neuaufsteiger der letzten Saison  |